# Frodsham
Frodsham /ˈfrɒdʃəm/ es una ciudad de mercado, parroquia civil y electoral en la autoridad unitaria del oeste de Cheshire, Chester en el ceremonial condado de Cheshire, Inglaterra. 
Su población es 8,982, creciente a 9,077 en el censo del año 2011. Se sitúa aproximadamente a 3 millas (5 km) al sur de Runcorn, 16 millas (26 km) al sur de Liverpool, y 28 millas (45 km) al suroeste de Mánchester. 

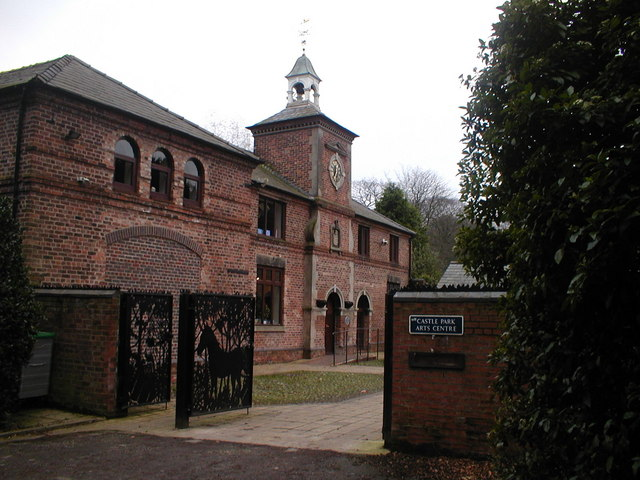
Frodsham Castle Park Arts Centre (foto: Neil Kennedy)

En tiempo medieval Frodsham era un burgo importante y la pertenencia portuaria era de los Condes de Chester. Su iglesia parroquial, St. Laurence, todavía exhibe evidencia de un edificio en el siglo XII en su nave y es referenciada en el Libro Domesday.
Realizan un mercado local cada jueves de la semana, y Frodsham es un centro de viabilidad donde residen bancos y muchas Sociedad de préstamo inmobiliario. Hay tiendas en desarrollo, restaurantes de barra de estilo contemporáneo, y tiendas alimentarias de primera necesidad. 
Cheshire, Frodsham y los pueblos circundantes más pequeños están vistos como una área rica.

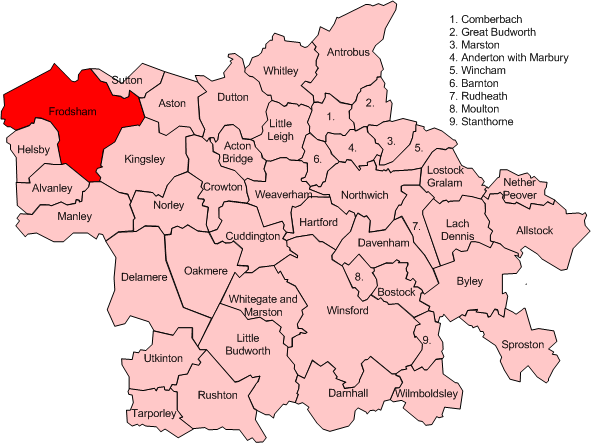
Mapa de parroquia civil de Frodsham dentro del burgo anterior del valle Real

## Educación
Hay cuatro escuelas primarias en Frodsham, concretamente Frodsham Manor House Primary School, St Luke's Catholic Primary School, Frodsham Church of England Primary School and Frodsham Weaver Vale Primary School.  La escuela secundaria única en la ciudad, Frodsham School.

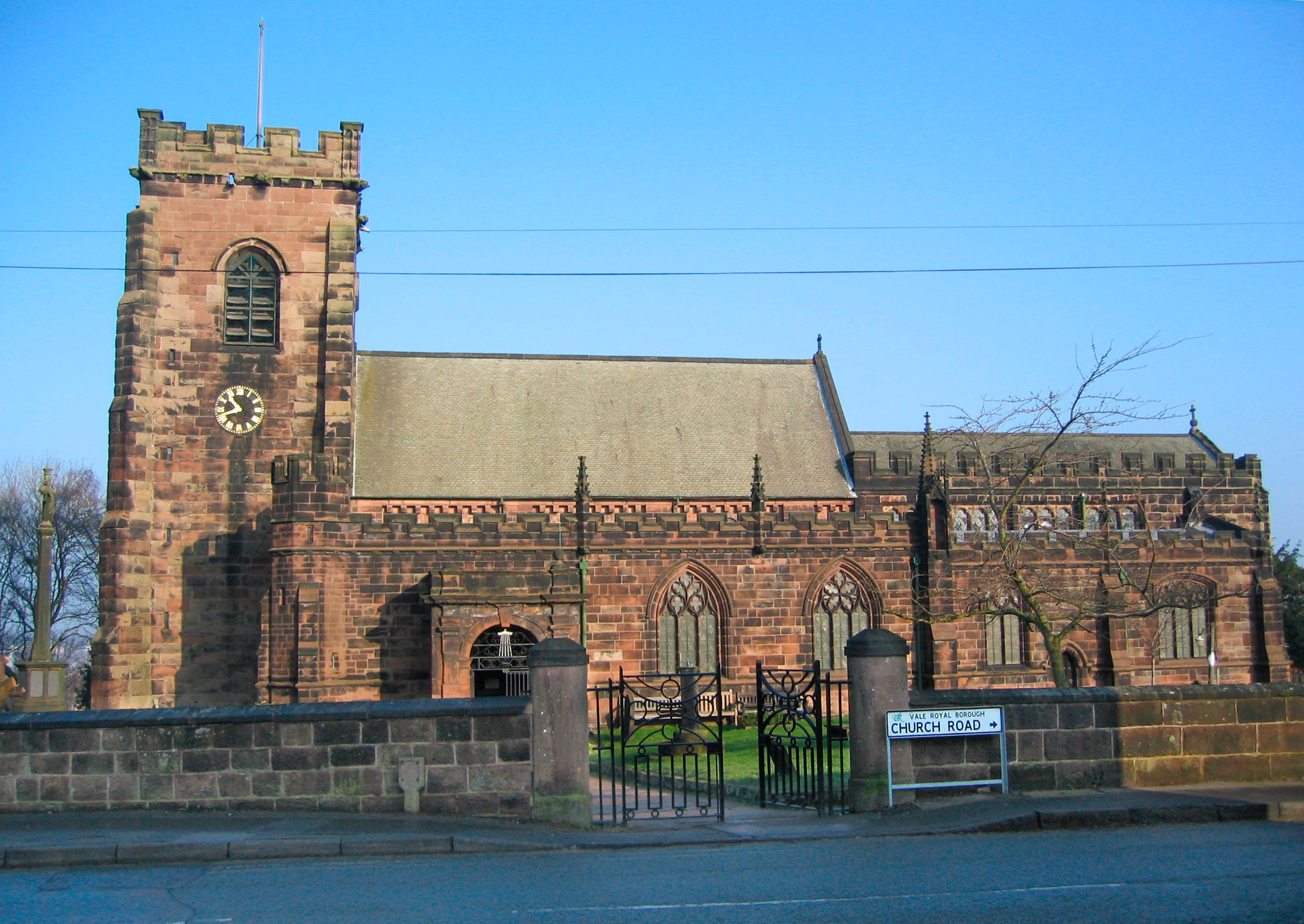
St Laurence, Frodsham

## Personas notables
- William Charles Cotton (1813–79), quién introdujo beekeeping a Nueva Zelanda, era vicario de Frodsham en 1859 hasta su muerte.[5]
- Harriet Shaw Weaver (1876@–1961), activista político feminista y patrón de James Joyce, nació en Frodsham.[6]
- Bob Carolgees (b. 1948), artista de televisión de los años 80.[7]
- Patrick Larley (b. 1951), compositor clásico, director, organista y cantante de solo, nació en la ciudad.[8]
- Caradog Jones (b. 1962), el primer Welshman en lograr la cumbre de Monte Everest, vivió en Frodsham.[9]
- Paul Marsden (b. 1968), Parlamentario anterior para Shrewsbury y Atcham 1997 a 2005, nació en Frodsham.[10][11]
- Alice Coote (b. 1968) mezzo-soprano nacida en Frodsham.[12]
- Daniel Craig (b. 1968), actor de cine, teatro y televisión, vivió en Frodsham en 1972 en su adolescencia temprana.[13]
- Gary Barlow (b. 1971), cantante, pianista, compositor y productor, nació en Frodsham.[14]
- Djibril Cissé (b. 1981), ex-Liverpool, Sunderland y de Francia. Vivió en Fradsham.[15]